# Naixement (Star Trek: Voyager)
"Naixement" (títol original en anglès "Parturition") és el setè episodi de la segona temporada i el 23è del total de la sèrie de televisió de ciència-ficció estatunidenca Star Trek: Voyager. La història va ser escrita per Thomas E. Szollosi, i dirigit per Jonathan Frakes, el segon dels tres episodis de Voyager que va dirigir. L'episodi es va emetre originalment a UPN el 9 d'octubre de 1995.
Ambientada al segle XXIV, la sèrie segueix les aventures de la tripulació de la Flota Estel·lar i els Maquis de la nau estel·lar USS Voyager després de quedar encallats al Quadrant Delta lluny de la resta de la Federació. En aquest episodi Neelix i Paris tenen una discussió personal després de la qual són enviats junts a una missió on han de reconciliar els seus desacords entre ells per ajudar a mantenir viu un nadó alienígena acabat de néixer.

## Argument
Les relacions entre Neelix i el tinent Tom Paris baixen de nivell quan es barallen al menjador per Kes. La Capitana Janeway els crida a la seva sala de preparació per a una missió. Janeway els adverteix que deixin de banda les seves diferències. Els subministraments d'aliments de la Voyager són baixos i els escanejos d'un planeta proper han detectat proteïnes. A causa del paper de Neelix com a xef i la posició de Paris com a pilot més experimentat de la nau, són enviats al planeta, que anomenen "Planeta Infern", per explorar en busca de material comestible. De camí al planeta, la seva llançadora s'estavella a causa d'interferències ambientals.
El planeta està recobert d'un vapor trigèmic verinós que obliga Paris i Neelix a buscar refugi. Troben una cova i fan volar la roca per tapar l'entrada, assumint que seran rescatats aviat. Descobreixen un niu d'ous, i quan un d'ells surt de l'ou, debaten què fer, ja que Paris vol deixar la cria i Neelix creu que tenen la responsabilitat de cuidar-la. La "Voyager" és atacada per una nau alienígena, que es col·loca entre la "Voyager" i el planeta en un intent de bloquejar l'accés a la superfície.
Paris i Neelix continuen la seva discussió sobre la Kes. Paris confessa que se sent atret per ella, però que respecta la seva elecció d'estar amb Neelix. Els dos cuiden la criatura, però al cap de poc sembla que s'està morint. No es menja les seves racions, però suposen que el vapor de l'exterior ha de ser la font de la proteïna que van veure en els seus escàners, però la pedra que van fer volar davant de l'entrada ha impedit que la cria s'alimenti. Un cop porten la criatura a l'exterior i li donen els vapors per força amb un comptagotes, la criatura es recupera. Paris i Neelix estan encantats, tot i que presenten símptomes dels verins trigèmics. La «Voyager» desactiva les armes a bord de la nau enemiga i es trasllada a l'atmosfera del planeta per rescatar Neelix i Tom. Es neguen a ser transportats fins que estiguin segurs que la criatura sobreviurà. S'amaguen i només es teleporten quan un adult de l'espècie de la criatura recull el nadó.
De tornada a bord de la «Voyager», Kes, que s'alegra de veure el retorn de Neelix, observa que Paris i Neelix han format una amistat basada en el respecte.

## Producció
«Naixement» va ser escrita amb l'objectiu específic de resoldre l'animositat entre Neelix i Paris, i tractar la gelosia de Neelix per Kes d'una vegada per totes. La productora executiva Jeri Taylor va declarar: "...volíem crear la sensació d'una família, no un munt de gent amb ressentiments. Així que buscàvem una manera perquè Paris i Neelix resolguessin les seves diferències i aquesta trama va funcionar molt bé". Jennifer Lien, que va interpretar Kes, va ser igualment positiva sobre el canvi en la seva relació amb Neelix després d'aquest episodi. Ella va declarar: "Crec que Kes i Neelix encara necessiten explorar alguns temes de confiança. Crec que la gelosia de Neelix s'està tornant mínima perquè el personatge està aprenent. Han crescut en aquesta relació. Quan es torna massa obsessiva, es torna espantosa, i no crec que sigui d'això del que tracta el personatge de Neelix". La criatura infantil que apareix en aquest episodi era un titella operat per cable. Ethan Phillips va dir: "Van necessitar sis nois per operar aquest (titella). Sis nois i dues noies, eren un equip de vuit homes. Hi havia tot tipus de cables, palanques i punxons. Era molt complicat però era molt realista." El decorat era el mateix decorat de cova que s'ha utilitzat en múltiples episodis de Star Trek des de La nova generació.

## Recepció
Va tenir qualificacions Nielsen de 5,9 quan es va emetre per televisió el 1995. Doux Reviews va assenyalar l'enfocament en el personatge Tom Paris com a positiu, i la destrucció d'una altra llançadora espacial Voyager.
Den of Geek va incloure aquest episodi en una guia de visionat compulsiu que incloïa una guia d'episodis que, tot i que no aconseguien normalment altes audiències, eren entretinguts.